# Visočki Odorovci
Visočki Odorovci (izvirno srbsko Височки Одоровци) je naselje v Srbiji, ki upravno spada pod Občino Dimitrovgrad; slednja pa je del Pirotskega upravnega okraja.

## Demografija
V naselju, katerega izvirno (srbsko-cirilično) ime je Височки Одоровци, živi 128 polnoletnih prebivalcev, pri čemer je njihova povprečna starost 59,4 let (57,9 pri moških in 60,9 pri ženskah). Naselje ima 68 gospodinjstev, pri čemer je povprečno število članov na gospodinjstvo 1,99.
Prebivalstvo je večinoma nehomogeno, a v času zadnjih treh popisov je opazno zmanjšanje števila prebivalcev.
|  |

| Demografija | Demografija     | Demografija     |
| Leto        | Št. prebivalcev | Št. prebivalcev |
| ----------- | --------------- | --------------- |
|             |                 |                 |
|             |                 |                 |
|             |                 |                 |
|             |                 |                 |
| 1948        | 882             |                 |
| 1953        | 846             |                 |
| 1961        | 665             |                 |
| 1971        | 435             |                 |
| 1981        | 303             |                 |
| 1991        | 222             | 222             |
| 2002        | 135             | 135             |
|             |                 |                 |

| Etnična sestava po popisu iz leta 2002 | Etnična sestava po popisu iz leta 2002 | Etnična sestava po popisu iz leta 2002 | Etnična sestava po popisu iz leta 2002 | Etnična sestava po popisu iz leta 2002 |
| -------------------------------------- | -------------------------------------- | -------------------------------------- | -------------------------------------- | -------------------------------------- |
| Bolgari                                | Bolgari                                |                                        | 68                                     | 50,37%                                 |
| Srbi                                   | Srbi                                   |                                        | 35                                     | 25,92%                                 |
| Neznano                                | Neznano                                |                                        | 3                                      | 2,22%                                  |